# EIGO.I
EIGO.I(ドット愛)（えいご どっとあい、1972年11月8日 - ）は、日本の作曲家、シンガーソングライター。学習院大学法学部政治学科を卒業。
大学卒業後は三菱東京UFJ銀行へ就職するも、シンガーソングライターになる夢を諦めきれず、勤務10年目で退社。
2005年、ソニー・ミュージックパブリッシング・LDHなどの作家オーディションに応募したデモテープが評価され、楽曲提供を開始する。シンガーソングライターとしての活動の他、HIDEKiSMなどにも楽曲を提供している。

## 楽曲提供
作曲：HIDEKiSM「Lovely Days」